# Нове Муратово
Нове Мура́тово (рос. Новое Муратово, чув. Çĕнĕ Вĕренер) — присілок у складі Урмарського району Чувашії, Росія. Входить до складу Тегешевського сільського поселення.
Населення — 139 осіб (2010; 179 у 2002).
Національний склад:
- чуваші — 98 %